# Acciones navales de mayo de 1820
Las acciones navales de mayo de 1820 fueron dos combates sucesivos dentro de una misma batalla naval que sostuvieron la corbeta chilena Rosa de los Andes y la fragata española Prueba. La fecha y los lugares en que se dieron los encuentros y el resultado final de los dos enfrentamientos se narra de distinta forma en la historiografía chilena y española. El comandante John Illingworth fue gravemente herido y quedó fuera de combate, y su segundo, el capitán Desereines, se puso al mando del buque dañado, que abandona el lugar del combate para escapar internándose en el río Iscuandé, donde el escaso fondo se lo impedía a la fragata.  

## Antecedentes

### Crucero de la corbetaRosa de los Andes
Desde su salida de Valparaíso a mediados de abril de 1819, la corbeta chilena Rosa de los Andes, al mando del capitán de corbeta inglés Juan Illingworth, había desplegado una enérgica actividad corsaria entre las costas peruanas y panameñas. Sin embargo, desde octubre había pasado a realizar una campaña militar a lo largo del litoral neogranadino del Pacífico, con el objeto de apoyar desde el mar los esfuerzos militares del general Simón Bolívar en la Nueva Granada.
Sus operaciones se concentraron principalmente en las costas de Popayán y en el valle del Cauca, y consistieron en ataques a distintos poblados de la zona que estaban guarnecidas por destacamentos militares realistas. Realizó dos exitosas ofensivas en la región, la primera entre octubre y diciembre, y la segunda en marzo de 1820, tras una contraofensiva realista en el lugar. El resultado final de la campaña militar se saldó con la derrota realista y la instauración de la autoridad revolucionaria en todos los poblados de la zona.

### Reacción naval realista
Para esos momentos en el Virreinato del Perú se hacían preparativos para contrarrestar los proyectos revolucionarios de Chile de invasión al territorio, que resultaba para estos bastante factible debido a la preponderancia de la marina chilena en el mar en esos momentos. El virrey Joaquín de la Pezuela distribuyó el ejército realista de la mejor manera posible y preparó a los buques de guerra de la Real Armada con que disponía en el apostadero naval del Callao.
Es dentro de ese marco que el 22 de abril salió del Callao con destino a Guayaquil el comandante español Antonio Vacaro con una división naval formada por la fragata Prueba, el bergantín Maipú y el transporte Javiera para llevar un batallón de granaderos con la cual reforzar la plaza. La división recaló en su destino el 1 de mayo, enterándose aquí de la presencia de que una o más naves revolucionarias estaban destruyendo el tráfico comercial desde Guayaquil hasta Panamá, siendo en realidad la corbeta chilena que rondaba en la zona.

## Movimientos previos
El 6 de mayo zarpó Vacaro de Guayaquil con la Prueba y el Maipú hacia el norte para recorrer la costa hasta Panamá en busca de las o la embarcación revolucionaria. En los primeros días no recogieron noticia alguna, y habiendo pasado una semana más, el bergantín debió regresar a Guayaquil por tener averiada su arboladura. El comandante español siguió en su crucero sólo con la fragata, recalando en Santa Elena, Montecristi y en la boca del río Esmeraldas para tomar noticias.
Por su parte, Illingworth ya había salido de las costas neogranadinas con la Rosa de los Andes luego de haber afianzado la causa revolucionaria en aquel territorio, con el objeto de emprender ahora nuevas operaciones militares.

## Fuerzas enfrentadas

### Corsario de Chile
| Nombre            | Comandante       | Tipo    | Desplazamiento | Tripulación | Armamento                      |
| ----------------- | ---------------- | ------- | -------------- | ----------- | ------------------------------ |
| Rosa de los Andes | Juan Illingworth | Corbeta | 400 t          | 151 hombres | 24 carronadas de a 12 y 18 lbs |

Detalles: Originalmente esta corbeta estaba tripulada por 270 hombres, viéndose disminuida tras una larga campaña a 151 hombres al momento del combate, de los cuales 35 estaban enfermos. Su armamento original era de 36 cañones, 22 de a 18 lbs y 14 de a 12 lbs, pero con el tiempo quedó reducido a 30 cañones, de los que sólo 24 (6 desmontados) estaban operativos por falta de personal.

### Real Armada española
| Nombre | Comandante     | Tipo    | Desplazamiento | Tripulación | Armamento              |
| ------ | -------------- | ------- | -------------- | ----------- | ---------------------- |
| Prueba | Antonio Vacaro | Fragata | 1300 t         | s/d         | 28 cañones de a 24 lbs |
| Prueba | Antonio Vacaro | Fragata | 1300 t         | s/d         | 8 cañones de a 12 lbs  |
| Prueba | Antonio Vacaro | Fragata | 1300 t         | s/d         | 8 obuses de a 24 lbs   |
| Prueba | Antonio Vacaro | Fragata | 1300 t         | s/d         | 4 obuses de a 3 lbs    |

Detalles: No hay datos de la tripulación de la fragata al momento de iniciar su crucero, pero además de la dotación necesaria que debía tener este buque, llevó a bordo en su zarpe de Guayaquil una compañía del veterano batallón Numancia.

## Los combates
A partir de este punto empiezan las diferencias entre la historiografía chilena y española respecto al hecho. (lugares, fechas, desarrollo y resultado)

### Acción naval a la altura del río Esmeraldas o Cabo Manglares
Según la versión chilena, la Rosa de los Andes navegaba durante la tarde del 12 de mayo a la altura del río Esmeraldas cuando avistó una vela al noroeste, identificándola luego como la Prueba y acercándose a ella con la intención de batirla.
Según la versión española, la Prueba navegaba durante el mediodía del 14 de mayo a la altura de Cabo Manglares cuando avistó una vela a barlovento, dirigiéndose hacia ella para reconocerla.
Ambas versiones coinciden en que las dos embarcaciones empezaron a dirigirse el uno al otro.
La versión española relata que al poco tiempo de haber hecho contacto ambos buques, la Rosa de los Andes, como a las 3 P. m., viró en redondo para evadir el combate. Llevaba la corbeta izada en ese momento el pabellón británico, la que arrió para cambiarlo por el pabellón chileno, por lo que Vacaro pudo reconocer que se trataba de la embarcación chilena. La Prueba comenzó una persecución hasta que logró alcanzarla en la noche, pero debido a la oscuridad se le escapó.
La versión chilena relata que alrededor de las 5 P. m. se inició el combate, en donde Illingworth tomó la resolución de acercarse lo suficiente a la Prueba para lograr un combate cerrado e intentar abordarla. Sin embargo, la fragata evadió en todo momento el combate cercano fiándose de las ventajas del poder y alcance de su artillería. Durante dos horas se mantuvo el combate a distancia, resolviendo luego el capitán de la corbeta mudar el encuentro a las costas neogranadinas para buscar una posición ventajosa en los bajíos del lugar que suplieran la inferioridad de su buque.
Ambas embarcaciones enfrentadas se separan y se pierden de vista durante la noche.

### Acción naval frente a la isla de Gorgona
La corbeta chilena emrumbó al norte hacia la isla de Gorgona, siendo seguida por la fragata realista.
La versión chilena relata que la Prueba siguió a la Rosa de los Andes durante la noche, y que al día siguiente (13 de mayo), hicieron contacto frente a la isla de Gorgona, en donde Illingworth la esperaba para enfrentarla al ser consiente de que lo seguiría. El combate se inició a las 6 P. m., y nuevamente la fragata se enfrentó a la corbeta a distancia, aprovechando las ventajas ya dichas anteriormente. Pero una mala maniobra de la fragata la acercó demasiado a la corbeta, permitiéndole a esta última empeñar el combate con algunas probabilidades de éxito. El enfrentamiento se sostuvo por dos horas, buscando el capitán de la corbeta el momento de poder abordarla como era su plan. Finalmente consiguió ponerse en posición para ejecutar el abordaje, pero en ese instante recibió una herida que lo obligó a dejar el puesto de mando, perdiéndose la oportunidad de ejecutar el abordaje. La fragata aprovechó la situación para salir de su mala posición y retirarse, pero en su salida recibió dos descargas de la batería de la corbeta que la tomó por enfilada, habiéndole causado de esa manera serios estragos en su cubierta.
La versión española relata que luego de que Vacaro perdió de vista a la Rosa de los Andes en la noche, la volvió a encontrar al amanecer del día siguiente (15 de mayo) a cinco leguas a sotavento. La Prueba se lanzó sobre ella, persiguiéndola hasta caer la noche, trabando un combate cerca de la isla de Gorgona. En el combate, la fragata consiguió aproximarse lo suficiente para dispararle con doble munición. La lucha duró más de una hora, habiendo quedado la corbeta muy dañada y su capitán dado por muerto. Sin embargo, logró nuevamente evadir a la fragata durante la oscuridad de la noche.
Los buques enfrentados nuevamente se separan y se pierden de vista en la noche, sin volver a combatir de nuevo.

## Conclusión
Luego de los combates, la Rosa de los Andes se habría dirigido a la costa de Popayán para refugiarse.
Según la versión española, la Prueba volvió al amanecer a la isla de Gorgona (16 de mayo) sin encontrar al buque chileno, por lo que se dirigió a las costas de Popayán, en donde la habría descubierto internándose en el río Iscuandé. Vacaro se fue sobre ella, pero los bajíos de la costa le impidieron seguirla, por lo que despachó tres botes para explorar la zona y al regresar indicaron no haber visto a la corbeta y que su tripulación estaba en tierra. Ante esa situación, el comandante español se retiró de esas costas hacia la isla de Gorgona para recuperarse y luego pasar a las costas del Perú.
Por su parte, la versión chilena no declara la pérdida del buque luego de los enfrentamientos. De hecho el parte oficial de Illingworth sobre los combates, dirigidos al ministro de guerra y marina chileno, son redactados por él a bordo de la corbeta el 30 de mayo. Posteriormente, cuando decide volver a Chile, dando vela del Iscuandé en una tarde, se varó en la boca de aquel río, siendo inútiles todos los esfuerzos que se hicieron para ponerla a flote.